# Ørby Klint
Ørby Klint er en op til 30 meter høj, næsten to km lang klint på vestkysten af Helgenæs. Den indeholder lerlag fra Eocæn og morænelag fra istiden.
I et af lerlagene, den såkaldte Ølst Formation, findes mørke askelag dannet under datidens vulkanudbrud. Klinten har en profil hvor lagene er skudt op i en række næsten lodret stående skiver (flager). Flagerne opbygges af ler- og mergelaflejringer fra Palæogen i form af Ølst Ler, Røsnæs Ler, Lillebælt Ler og Søvind Mergel. 
Lokaliteten har stor forsknings- og undervisningsmæssig værdi på grund af forekomsten de mange ler og mergeltyper hvor hele eocæne serie repræsenteret. Der ses også illustrative forkastningsstrukturer.
Ørby Klint blev fredet i 1964. I alt 25 ha er fredet over en to kilometer lang strækning langs klinten, dels for at beskytte områdets naturskønhed, dels for at bevare de eocæne leraflejringer med askelag.